# Eugen Goldstein
Eugen Goldstein (5. září 1850 – 25. prosince 1930) byl německý fyzik. Byl vynálezcem výbojek, objevitelem anodového záření a někdy je mu přičítán i objev protonu. 

## Život
Narodil se v Gleiwitz v Horním Slezsku, městě, které později připadlo Polsku (Gliwice). Studoval v Breslau (dnešní Wroclaw), a poté pod vedením Hermanna von Helmholtze v Berlíně. Goldstein pracoval na Berlínské observatoři v letech 1878 – 1890, ale většinu kariéra strávil na Postupimské observatoři, kde se stal vedoucím astrofyzikální sekce v roce 1927. Zemřel v roce 1930 a byl pohřben v Berlíně.
Jeho manželka Laura, rozená Baerová (1868–1943) zahynula během holokaustu v Terezínském koncentračním táboře.

## Práce
V polovině 19. století zkoumal Julius Plücker světlo vyzařované do katodové trubice a vliv magnetického pole na toto záření. Později v roce 1869 studoval Johann Wilhelm Hittorf záření emitované ze záporné elektrody. Tyto paprsky způsobovaly fluorescenci skleněných stěn trubice a když byly přerušeny pevnou látkou, vytvářely stín.
V roce 1870 začal Goldstein sám zkoumat toto záření z trubic a pojmenoval světelné emise, které studovali ostatní fyzici jako katodové záření. Objevil několik důležitých vlastností těchto paprsků, které později přispěly k identifikaci první subatomární částice, elektronu. Zjistil, že katodové záření je emitováno kolmo k povrchu kovu a odnáší energii. Pokusil se změřit rychlost z Dopplerova posuvu spektrálních čar záření vydávaného katodovou trubicí.
V roce 1886 zjistil, že trubice s perforovanou katodou také emitují světlo na konci katody. To vedlo Goldsteina k domněnce, že kromě katodového záření, později vysvětleného jako elektrony pohybující se od záporné elektrody směrem ke kladné, existuje další záření pohybující se v opačném směru. Vzhledem k tomu, že toto záření prochází otvory neboli kanály v katodě, nazval Goldstein toto záření jako kanálové. Toto se skládá z kladných iontů, jejichž identita je závislá na plynu uvnitř trubky. Další z Helmholtzových studentů Wilhelm Wien prováděl rozsáhlý výzkum kanálového záření a jeho práce se stala základem pro hmotnostní spektrometrii.
Kanálové záření se také nazývá anodové. Anodové záření s nejmenším poměrem e/m pochází z molekul plynného vodíku a je tvořeno H+ ionty. Tedy jsou tyto paprsky tvořeny protony. Golsteinova práce s anodovým zářením H+ byla zřejmě prvním pozorováním protonů, ačkoli to byl Wien, kdo měřil e/m poměr protonu a tak by se první pozorování mohlo přičítat jemu.
Goldstein také používal výbojky ke zkoumání komet. Určité objekty, například malé kuličky ze skla nebo železa, vytváří v katodovém záření emise do stran šířící se způsobem, který připomíná ocas komety.